# Acacia tumida
Acacia tumida é uma espécie de leguminosa do gênero Acacia, pertencente à família Fabaceae.